# Anton de Haen
Anton de Haen (L'Aia, 8 dicembre 1704 – 5 settembre 1776) è stato un medico olandese naturalizzato austriaco.

## Biografia
Studiò medicina a Leida sotto Hermann Boerhaave e nel 1754 si recò all'Università di Vienna, dove divenne capo della clinica medica dove lavorava. È ricordato per aver insegnato agli studenti anche al capezzale dei pazienti.
A Vienna, Anton de Haen era associato a Gerard van Swieten, con il quale collaborò alla creazione di classi mediche strutturate. Era un sostenitore delle indagini post mortem, oltre a mantenere una "case history" dettagliata di pazienti. Fu uno dei primi medici a fare un uso di routine del termometro in medicina, dato che considerava la temperatura essere un'indicazione preziosa di malattia e salute.
Tra le sue opere scritte vi era la Ratio medendi in nosocomio practico, di cui vengono discusse le pratiche e le "case histories" dell'ospedale viennese del XVIII secolo. Questo trattato ha descritto anche uno dei primi casi noti di amenorrea associata a tumore ipofisario.

## Opere
- Aletophilorum quorundam Viennensium elucidatio necessaria Epistolae de cicuta . J. Th. von Trattner, [Sl ]; Vindobonae 1766 Edizione digitale dell'Università e Biblioteca di Stato di Düsseldorf